# フメルン (小惑星)
フメルン (7705 Humeln) は、小惑星帯の小惑星である。ウプサラ-ヨーロッパ南天天文台小惑星・彗星調査によって発見された。
スウェーデン南東部、オスカルスハムンの近くにある隕石クレーターのフメルン湖に因んで名付けられた。